# Simona de Silvestro
Simona de Silvestro (Thun, 1º settembre 1988) è una pilota automobilistica svizzera con passaporto anche italiano. Attualmente è pilota ufficiale della Porsche nel GT e collaudatrice per il team di Formula E. Inoltre corre in modo part-time nella IndyCar Series con il team Paretta Autosport.

## Biografia
Nata in Svizzera nel 1988, ha partecipato alla sua prima gara kart a 8 anni. Nel 2005 è entrata in Formula Renault e nel 2006 negli Stati Uniti nel campionato americano di Formula BMW, concluso al quarto posto e segnalandosi come la prima donna a salire sul podio al circuito di Indianapolis.
Nel 2007 è passata al campionato di Formula Atlantic. La sua prima stagione si è conclusa al 19º posto, ma nella gara d'esordio del 2008 ha vinto a Long Beach, divenendo così la seconda pilota a vincere in tale disciplina dopo Katherine Legge nel 2005.
Dal 2010 prende parte alla IndyCar Series. Il 19 maggio 2011, durante le prove libere della 500 Miglia di Indianapolis, Simona De Silvestro è rimasta vittima di un incidente, che ha visto la sua auto incendiarsi dopo l'impatto contro le barriere di protezione; come conseguenza la pilota ha riportato ustioni di primo e secondo grado alle mani. Ottiene il suo primo podio nel 2013 sul tracciato di Houston.
Nel 2014 abbandona le corse americane per avvicinarsi alla Formula 1, legandosi alla Sauber, con l'obiettivo di prendere parte al Campionato mondiale di Formula 1 2015.

### Formula E
Partecipa al campionato di Formula E 2015-16 con il team Andretti. La stagione non inizia nel migliore dei modi: la svizzera non ottiene neanche un piazzamento a punti nelle prime gare mentre il compagno di scuderia giunge anche a podio nel secondo appuntamento. A Long Beach 2016 ottiene 2 punti giungendo nona e diventando così la prima donna a prendere punti nella categoria.
Il 30 settembre 2019 viene confermata come collaudatrice della TAG Heuer Porsche per la stagione 2019-2020.

## Risultati sportivi

### Indycar
| Anno | Squadra              | Telaio       | Motore    | 1   | 2   | 3   | 4   | 5    | 6    | 7    | 8   | 9   | 10  | 11  | 12   | 13   | 14  | 15  | 16  | 17   | 18   | 19  | Punti | Pos. |
| ---- | -------------------- | ------------ | --------- | --- | --- | --- | --- | ---- | ---- | ---- | --- | --- | --- | --- | ---- | ---- | --- | --- | --- | ---- | ---- | --- | ----- | ---- |
|      |                      |              |           | SAO | SPT | ALA | LBH | KAN  | INDY | TXS  | IOW | WGL | TOR | EDM | MDO  | SNM  | CHI | KTY | MOT | LSV  |      |     |       |      |
| 2010 | HVM Racing           | Dallara      | Honda     | 16  | 16  | 21  | 17  | 21   | 14   | 24   | 21  | 24  | 9   | 22  | 8    | 13   | 23  | 25  | 23  | 23   |      |     | 242   | 19º  |
|      |                      |              |           | SPT | ALA | LBH | SAO | INDY | TXS  | MIL  | IOW | TOR | EDM | MDO | NHA  | SNM  | BAL | MOT | KTY | LSV  |      |     |       |      |
| 2011 | HVM Racing           | Dallara      | Honda     | 4   | 9   | 20  | 20  | 31   | 27   | 25   | NP  | 10  | 24  | 12  | 16   | NPR  | 12  | 14  | 25  | C    |      |     | 225   | 20º  |
|      |                      |              |           | SPT | ALA | LBH | SAO | INDY | DET  | TXS  | MIL | IOW | TOR | EDM | MDO  | SNM  | BAL | FON |     |      |      |     |       |      |
| 2012 | Lotus-HVM Racing     | Dallara DW12 | Lotus     | 24  | 20  | 20  | 24  | 32   | 13   | NP   | 24  | 14  | 24  | 23  | 23   | 17   | 22  | 26  |     |      |      |     | 182   | 24º  |
|      |                      |              |           | STP | ALA | LBH | SAO | INDY | DET1 | DET2 | TEX | MIL | IOW | POC | TOR1 | TOR2 | MDO | SNM | BAL | HOU1 | HOU2 | FON |       |      |
| 2013 | KV Racing Technology | Dallara DW12 | Chevrolet | 6   | 18  | 9   | 8   | 17   | 16   | 24   | 16  | 24  | 21  | 11  | 10   | 14   | 11  | 9   | 5   | 2    | 10   | 8   | 362   | 13º  |
|      |                      |              |           | STP | NLA | LBH | ALA | IMS  | INDY | DET  | DET | TXS | TOR | FON | MIL  | IOW  | MDO | POC | SNM |      |      |     |       |      |
| 2015 | Andretti Autosport   | Dallara DW12 | Honda     | 18  | 4   |     |     |      | 19   |      |     |     |     |     |      |      |     |     |     |      |      |     | 66    | 30º  |
|      |                      |              |           | ALA | STP | TXS | TXS | IMS  | INDY | DET  | DET | ROA | MDO | NSH | IMS  | GTW  | POR | LAG | LBH |      |      |     |       |      |
| 2021 | Paretta Autosport    | Dallara DW12 | Chevrolet |     |     |     |     |      | 31   |      |     |     |     |     |      |      |     |     |     |      |      |     | 10    | 40º  |

### Formula E
| Anno    | Team           | Vettura               | 1       | 2      | 3      | 4      | 5      | 6     | 7      | 8     | 9      | 10      | 11     | Punti | Posizione |
| ------- | -------------- | --------------------- | ------- | ------ | ------ | ------ | ------ | ----- | ------ | ----- | ------ | ------- | ------ | ----- | --------- |
| 2014-15 | Team Andretti  | Spark-Renault SRT_01E | PEC     | PUT    | PDE    | BNA    | MIA    | LBH   | MON    | BER   | MOS    | LON 11  | LON 12 | 0     | 27º       |
| 2015-16 | Amlin Andretti | Spark-Renault SRT_01E | PEC Rit | PUT 13 | PDE 11 | BNA 14 | MEX 14 | LHB 9 | PAR 15 | BER 9 | LON 11 | LON Rit |        | 4     | 18º       |